# Zipoites 2. af Bithynien
Zipoites (2.) var en yngre søn af den bithynske kong Zipoites, der blev efterfulgt af den ældste søn Nikomedes I som konge af Bithynien. Da Nikomedes kom til magten henrettede han to af sine brødre, men Zipoites anførte et oprør og herskede derefter selvstændigt over store dele af det borgerkrigsramte Bithynien. Broderen hentede de keltiske lejesoldater, galatere, til Lilleasien og brugte dem mod Zipoites, der led nederlag og blev henrettet af Nikomedes.